# Черкасский сахарорафинадный завод
Черкасский сахарорафинадный завод — промышленное предприятие в городе Черкассы, прекратившее существование.

## История

### 1854 - 1917

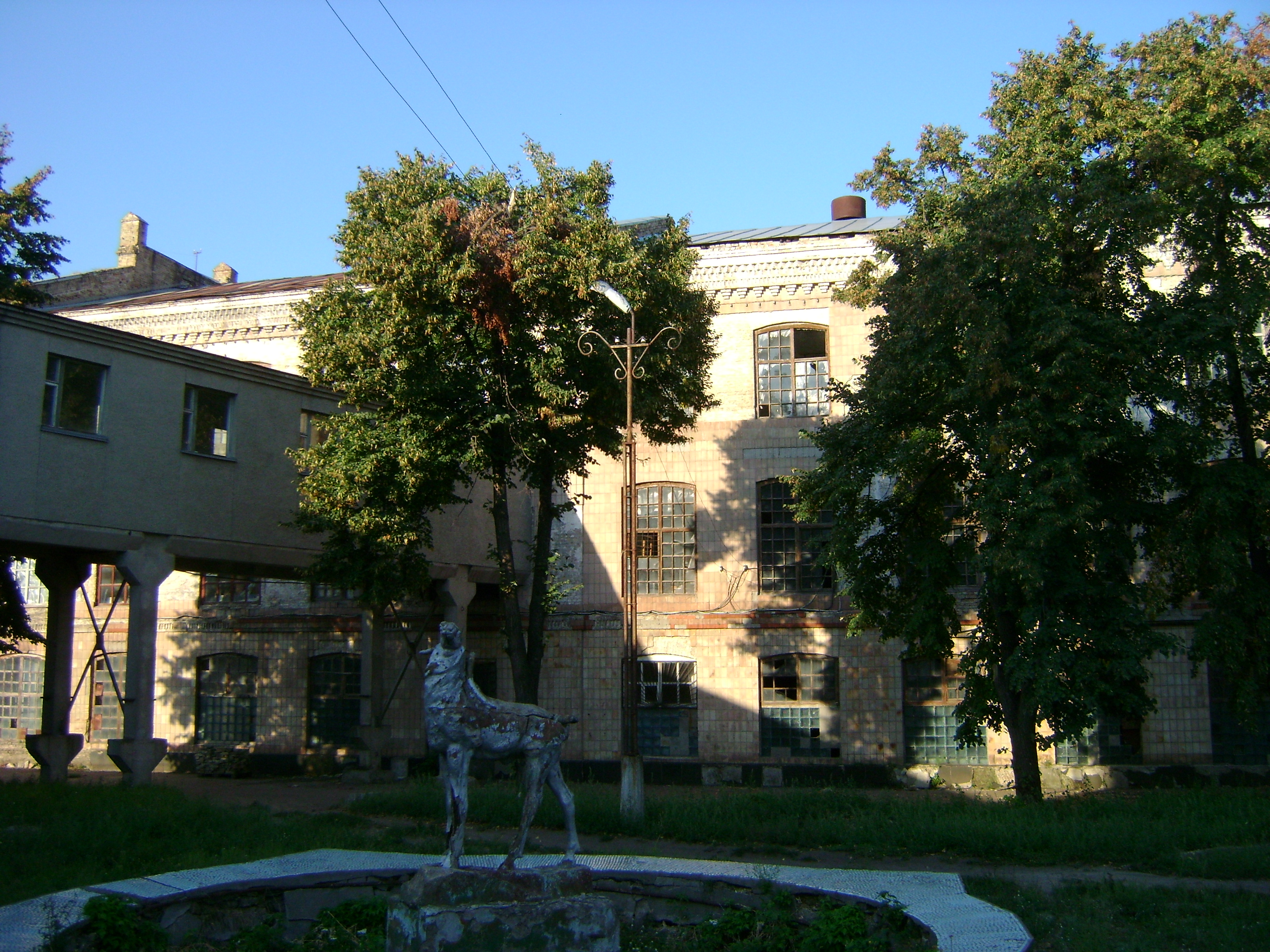
Фасад здания завода

Сахарорафинадный завод Тульско-Черкасского акционерного общества в уездном городе Черкассы Черкасского уезда Киевской губернии начал работу в 1854 году. В это время он являлся одним из крупнейших сахарных заводов Российской империи.
Отмена крепостного права в 1861 году и завершение строительства железнодорожной линии Москва — Одесса (мост через Днепр на которой был построен у города Черкассы) способствовали развитию города и промышленности.
В 1885 году сахарорафинадный завод (на котором в это время насчитывалось 563 рабочих) являлся крупнейшим из 15 промышленных предприятий города. 5 июля 1886 года на предприятии началась первая забастовка (свыше 180 рабочих, нанятых в Черниговской губернии, остановили работу и потребовали выплаты аванса и ежемесячных премиальных, которые предусматривались контрактом). 15 сентября 1886 года имела место вторая забастовка.
В 1900 году завод (на котором работали уже 860 человек) по-прежнему оставался крупнейшим из всех 29 промышленных предприятий города.
Начавшийся в 1900 году экономический кризис осложнил положение завода. 2 ноября 1901 года рабочие не вышли на работу и потребовали снижения продолжительности рабочего дня с 12 до 8 часов, увеличения заработной платы, улучшения условий труда и уважительного отношения со стороны заводской администрации. Забастовку разогнали прибывшие войска, 28 активных участников были арестованы и 150 - уволены с отметкой в паспорте, запрещавшей выезд за пределы губернии.
В ходе первой русской революции рабочие завода 18 июля 1905 года провели забастовку с требованием введения 8-часового рабочего дня, а 7 октября 1905 года бастовали повторно.
В 1908 году в условиях экономического кризиса сахарорафинадный завод остановил работу и не функционировал до августа 1912 года.
В сезон сахароварения 1914/1915 года завод произвёл 435,5 тыс. центнеров сахара-рафинада, однако в следующие годы в условиях продолжавшейся первой мировой войны положение предприятия вновь осложнилось.

### 1918 - 1991
16 (29) января 1918 года в Черкассах была установлена Советская власть, на заводах города был введён рабочий контроль, но уже в начале марта 1918 года город был оккупирован наступавшими австро-немецкими войсками (которые оставались здесь до ноября 1918 года). В дальнейшем, город оказался в зоне боевых действий и в ходе гражданской войны неоднократно переходил из рук в руки.
31 декабря 1919 года (когда в город вошли войска 12-й армии РККА и Советская власть была восстановлена. В июле 1920 году в городе начал работу уездный совнархоз, по решению которого была проведена консервация оборудования сахарного завода. В декабре 1920 года в Черкассах прошла городская партийная конференция, на которой был разработан и принят план восстановления промышленности города (в том числе сахарный завод, который пострадал в мае 1919 года в ходе городских боёв).
2 ноября 1924 года восстановление завода было завершено и он возобновил работу, за первые шесть месяцев изготовив 2412 тыс. пудов рафинада (на 12% превысив уровень производства довоенного 1913 года).
В 1928 году был открыт заводской Дом культуры.
В ходе индустриализации 1930х годов завод был реконструирован и уже в 1937 году произвёл 1750 тыс. центнеров рафинада.
Во время Великой Отечественной войны в связи с приближением к городу линии фронта оборудование сахарорафинадного завода было эвакуировано в поселок Тимашево Кировской области, но здания завода серьёзно пострадали в ходе боевых действий и немецкой оккупации (22 августа 1941 - 14 декабря 1943).
После освобождения города советскими войсками началось восстановление завода (ставшего предприятием союзного значения и в мае 1948 года переданного в прямое подчинение главного управления сахаро-рафинадной промышленности Министерства пищевой промышленности СССР) и в сентябре 1951 года он был вновь введён в эксплуатацию.
18 марта 1981 года Черкасский сахарорафинадный завод им. М. В. Фрунзе был награждён орденом Трудового Красного Знамени.
В целом, в советское время Черкасский ордена Трудового Красного Знамени сахарорафинадный завод им. М. В. Фрунзе входил в число крупнейших предприятий города, на его балансе находились объекты социальной инфраструктуры.

### После 1991
После провозглашения независимости Украины государственное предприятие было преобразовано в закрытое акционерное общество, а затем в общество с ограниченной ответственностью.
В 1998 году завод был признан банкротом и прекратил функционирование.